# Opius fennahi
Opius fennahi är en stekelart som beskrevs av Fischer 1966. Opius fennahi ingår i släktet Opius och familjen bracksteklar. Inga underarter finns listade i Catalogue of Life.